# Sven Björnsson
Den här sidan handlar om geografen, för sidan om riksdagmannen, se Sven Björnsson i Blixtorp.
Sven Fritiof Björnsson, född 20 juni 1905 i Jämshögs församling, Blekinge län, död 24 december 1950, var en svensk geograf.
Efter studentexamen i Kristianstad 1926 blev Björnsson filosofie magister i Lund 1932, filosofie licentiat 1935 och filosofie doktor 1937. Han blev docent i geografi vid Lunds universitet 1937 och lektor vid högre allmänna läroverket i Linköping 1947. Han var av Sydsvenska geografiska sällskapet utsedd ledamot av Svenska nationalkommittén för geografi.  
Bland Björnssons arbeten märks Sommen-Åsundenområdet. En geomorfologisk studie (doktorsavhandling, 1937) och Blekinge. En studie av det blekingska kulturlandskapet (1946). Han skrev även artiklar i bland annat Svensk Geografisk Årsbok.